# Broquet

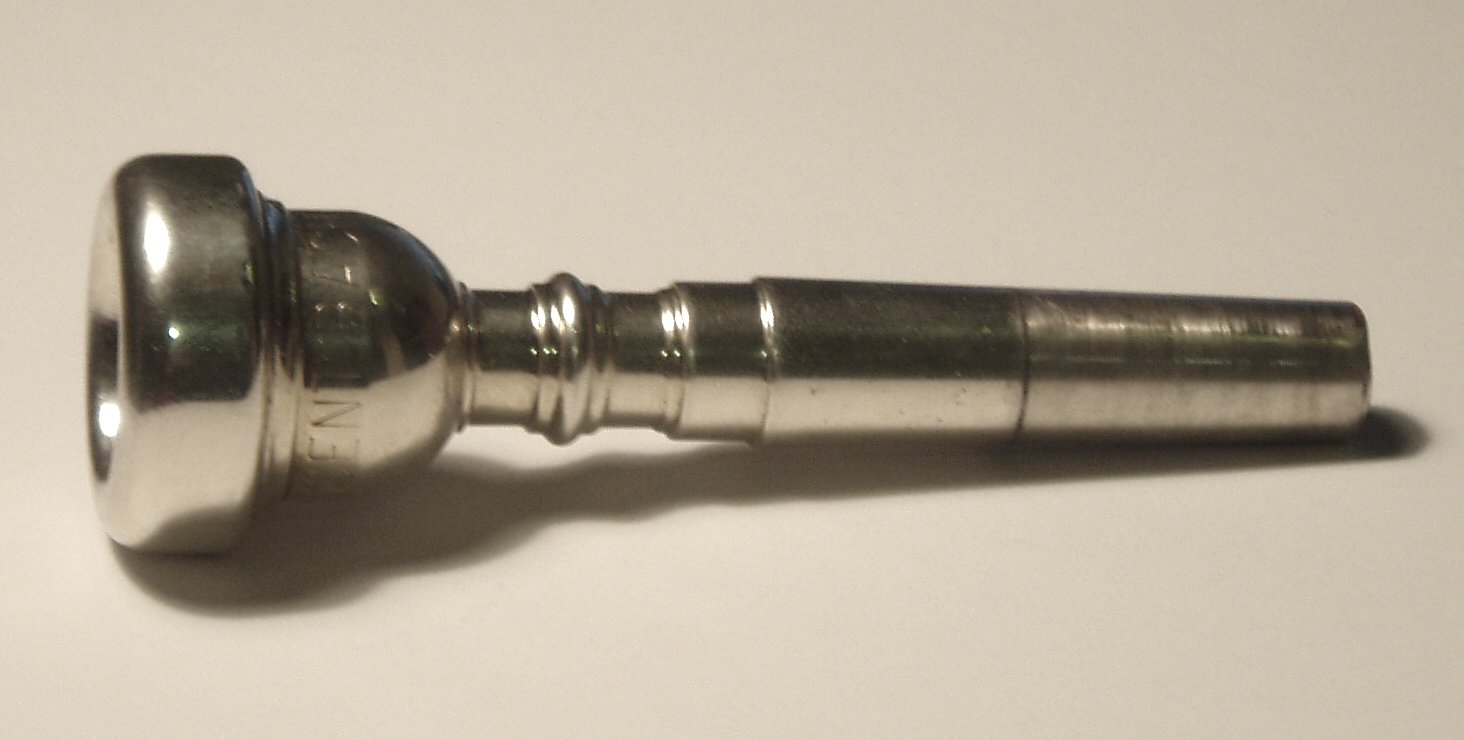
Vista lateral d'un broquet de trompeta

Tall longitudinal d'un broquet de trompeta:
1. Diàmetre interior del broc
2. Gruix del broc
3. Contorn del broc (arrodonit, pla ...)
4. Interior del broc
5. Copa
6. Gola/Coll
7. Perforació cònica del tudell
8. Gruix del tudell

El broquet (també anomenat embocadura) és la part dels instruments de vent metall (gairebé sempre separable de la resta del cos de l'instrument) que es col·loca en contacte amb els llavis de l'instrumentista. L'objectiu del broquet és fer de ressonador, i passar la vibració que els llavis fan dins d'aquesta cavitat cap al tub que constitueix l'interior de l'instrument i d'aquesta manera originar una vibració de tot l'aire del tub a una freqüència constant i concreta.
La cavitat de l'extrem del broquet té una forma aproximadament semiesfèrica en la majoria d'instruments, o cònica, en el cas de la trompa. Les característiques del broquet varien d'un instrument a un altre. La seva grandària està en relació amb la grandària i la tessitura de l'instrument al qual correspon: els instruments més greus tenen els broquets més grans per produir el màxim possible de ressonància. D'altra banda, la forma no sols s'ha d'adaptar a les característiques dels llavis de cada intèrpret i a la seva forma de vibrar, sinó que condiciona molt el timbre, de manera que serveix per optimitzar l'instrument en cada estil que vulgui tocar.
D'altra banda, el broquet també és l'extrem de la pipa per on el fumador xucla l'aire del tabac.